# 施滕达尔县
施滕达尔县（Landkreis Stendal）是德国萨克森-安哈特州东北部的一个县，是德国面积第六大的县，首府施滕达尔。